# Nikita Maximowitsch Bukija
Nikita Maximowitsch Bukija (georgisch ნიკიტა ბუკია, russisch Никита Максимович Букия; * 3. April 1994 in Saratow) ist ein russisch-georgischer Eishockeyspieler, der seit 2021 bei den Ice Knights Tbilisi in der georgischen Eishockeyliga spielt.

## Karriere
Der aus Saratow stammende Bukija, der beim örtlichen Kristall mit dem Eishockey begann, spielte zu Beginn seiner Karriere für verschiedene Vereine in der russisch dominierten Juniorenliga Molodjoschnaja Chokkeinaja Liga B, die er 2015 mit dem HK Rossosch gewinnen konnte. 2015 kehrte er zu Kristall Saratow zurück, wo er sowohl in der Wysschaja Hockey-Liga, als auch in der Perwaja Liga auf dem Eis stand. Die Spielzeit 2017/18 verbrachte er beim ZSK WWS Samara in der Wysschaja Hockey-Liga, wurde mit dem Klub der Luftstreitkräfte jedoch Tabellenletzter. Anschließend wechselte er zum Rishon Legion in die zweite israelische Liga. Seit 2021 steht er bei den Ice Knights Tbilisi in der georgischen Eishockeyliga auf dem Eis.

### International
Bukija stand bei den Weltmeisterschaften 2022, als er als Topscorer (gemeinsam mit seinem Landsmann Iwan Karelin), Torschützenkönig und mit der besten Plus/Minus-Bilanz maßgeblich zum Aufstieg der Georgier von der B- in die A-Gruppe beitrug, 2023 und 2024 in der Division II im Kader der georgischen Nationalmannschaft. Zudem vertrat er seine Farben bei der Olympiaqualifikation für die Winterspiele in Mailand 2026.

## Erfolge und Auszeichnungen
- 2015 Meister der Molodjoschnaja Chokkeinaja Liga B mit dem HK Rossosch
- 2022 Aufstieg in die Division II, Gruppe A, bei der Weltmeisterschaft der Division II, Gruppe B
- 2022 Topscorer, Torschützenkönig und beste Plus/Minus-Bilanz bei der Weltmeisterschaft der Division II, Gruppe B